# Carnevals-Spectakel-Quadrille
Die  Carnevals-Spectakel-Quadrille ist eine Quadrille von Johann Strauss (Sohn) (op. 152). Sie  wurde am 21. Februar 1854 in Schwenders Casino in Wien erstmals aufgeführt.

## Einzelnachweis
1. ↑  Quelle: Englische Version des Booklets (Seite 62) in der 52 CDs umfassenden Gesamtausgabe der Orchesterwerke von Johann Strauß (Sohn), Hrsg. Naxos (Label). Das Werk ist als fünfter Titel auf der 22. CD zu hören.